# Oostemadal
Oostemadal ist eine unbewohnte Insel, 100 Meter von der größten estnischen Insel Saaremaa entfernt. Die Insel liegt in der Landgemeinde Saaremaa im Kreis Saare. Sie gehört zum Nationalpark Vilsandi.
Oostemadal ist 430 Meter lang und 150 Meter breit.